# 6299 Reizoutoyoko
6299 Reizoutoyoko este un asteroid din centura principală de asteroizi.

## Descriere
6299 Reizoutoyoko este un asteroid din centura principală de asteroizi. A fost descoperit pe 5 decembrie 1988 la Yorii de Masaru Arai și Hiroshi Mori. Asteroidul prezintă o orbită caracterizată de o semiaxă mare de 2,87 ua, o excentricitate de 0,04 și o înclinație de 3,2° în raport cu ecliptica.